# Blackburn Ripon
Le Blackburn T.5 Ripon était un avion biplan, de reconnaissance et bombardier-torpilleur, embarqué britannique qui effectua son premier vol en 1926. Il a été utilisé par la Fleet Air Arm comme un bombardier-torpilleur de 1930 jusqu'en 1935. Des Ripon ont également été vendus à la Finlande, où ils ont continué à être utilisés, en service pendant la guerre d'Hiver et la guerre de Continuation, jusqu'en 1944.

## Développement
Le Blackburn Ripon a été conçu pour remplacer le bombardier-torpilleur monoplace Dart. Conformément à la spécification 21/23 de l'Air Ministry, il devait également pouvoir être utilisé pour des reconnaissances à longue distance, pour lesquelles un équipage de deux membres était requis.
Le premier prototype vola le 17 avril 1926 comme avion terrestre ; le deuxième prototype effectua son premier vol le 26 août en version hydravion.
Les premiers essais avec ses concurrents, le Handley Page Harrow (en) et le Avro Buffalo, montrèrent qu'aucun des concurrents n'étaient adéquats, de sorte que le Ripon a été redessiné avec une installation moteur améliorée, un gouvernail agrandi et une augmentation de la flèche des ailes. Ainsi, amélioré, le Ripon fut déclaré vainqueur et commandé pour le service.
Quatre prototypes et 90 avions de série ont été fabriqués par Blackburn à l'usage de la Fleet Air Arm. Le Baffin, un développement du Ripon, l'a remplacé en service dans la Fleet Air Arm, avec 68 Ripon transformés Baffin.

## Service actif

### Royaume-Uni
Le Ripon est entré en service dans la Fleet Air Arm en 1929, six ont rejoint la no 462 (Fleet Torpedo Bomber), volant à bord du HMS Furious en janvier de cette même année. Le Ripon était normalement utilisé comme avion de transport terrestre par la Fleet Air Arm, et, bien qu'il soit capable de se transformer en un hydravion, il fut rarement été équipé de flotteurs. Le Ripon a continué son service avec des missions de bombardier torpilleur jusqu'en 1933, lorsque la Fleet Air Arm a été réorganisée en trois escadrons plus grands : no 810 (en), no 811 (en) et no 812. Les derniers Ripon ont été retirés du service actif en janvier 1935, lorsque le 811 Naval Air Squadron fut rééquipé avec des Blackburn Baffin.

### Finlande
Le gouvernement finlandais acquit la licence de production ainsi qu'un modèle d'usine (T.5D type II), en août et septembre 1928, dans l'intention de remplacer l'obsolète I.V.L. A.22 Hansa (en).
Le modèle d'usine, équipé d'un moteur Bristol Jupiter VII de 530 ch (400 kW), fut livré à la Finlande 6 mois plus tard (immatriculé RI-121). L'usine d'état produisit son premier Ripon opérationnel (type VLR29 Ripon IIF) le 4 décembre 1930. La production fut retardée par la livraison tardive des plans techniques, l'achat à l'étranger de machine-outil spécifiques et la difficulté de trouver le bon moteur. 25 exemplaires furent produits sur le modèle anglais par l'usine finlandaise, et les 7 exemplaires suivant avec un moteur Gnome et Rhône Jupiter VI.
Le moteur Gnome et Rhône Jupiter VI de 480 ch (360 kW) s'avérant manquer de puissance, d'autres types de moteurs furent testés : l'appareil immatriculé RI-130 reçut un moteur Wright Cyclone de 575 ch, le RI-131, un Armstrong Siddeley Panther (en) de 535 ch et le RI-132 un BMW 132 Hornet de 525 ch. Les modèles produits (8 exemplaires) pour la série I et II reçurent finalement le Armstrong Siddeley Panther (en). Les essais moteurs continuèrent avec une série III, pour pallier un problème de surchauffe moteur. Finalement, cette série fut équipée avec un moteur Bristol Pegasus 580 ch (430 kW) (sauf le dernier de la série immatriculé RI-159, équipé avec un moteur Hispano-Suiza 12 de 650 ch à refroidissement liquide), qui avait été choisi pour le Blackburn Baffin.

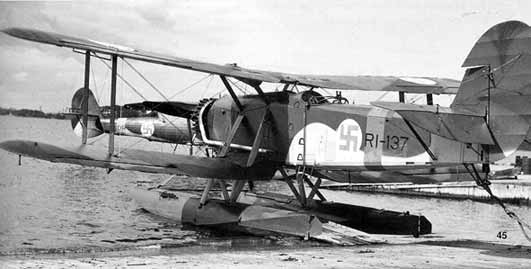
Blackburn Ripon IIF finlandais équipé de flotteurs. Cet appareil, immatriculé R-137, fut détruit le 7 mai 1943, à la suite d'un amerrissage forcé près de Vehkalahti.

Le Blackburn Ripon servit au sein des forces aériennes finlandaises à partir de 1931, principalement pour des missions d'observation et de renseignement. Il fut aussi employé dans des missions de bombardement, de torpillage (avec peu de succès), et de remorquage de cibles. Les appareils étaient basés sur de l'île de Santahamina, près de Helsinki.
Le manque d'appareil de remplacement fit que le lent Ripon resta en service actif durant la Guerre d'Hiver (30 novembre 1939-13 mars 1940), la Grande Trêve (13 mars 1940-25 juin 1941), et la Guerre de continuation (25 juin 1941 -19 septembre 1944).
Les Ripon de l'escadron no 16 (Lentolaivue 16) opèrent durant la Guerre d'hiver en Carélie du nord dans le secteur de Värtsilä et totalisèrent 110 missions de reconnaissance ou de guerre psychologique (largage de tracts).
L'escadron 36 (Lentolaivue 36) combattit dans le secteur Kallahti (banlieue de Helsinki) en effectuant des missions de reconnaissance, de bombardement et de lutte anti-sous-marine.
Après la perte d'un avion contre des chasseurs soviétiques en 1939, le Ripon a été limité à des missions de nuit.
La dernière mission du Ripon au sein des forces finlandaises fut menée le 16 février 1945 par l'appareil immatriculé RI-156.
Les Ripon finlandais totalisèrent ainsi près de 22 713 heures de vol. 26 appareils furent endommagés, dont 14 trop gravement pour être réparés. 11 pilotes furent perdus soit à cause d'accidents, soit au combat.

#### Détail des pertes des Ripon finlandais
Hors périodes de guerre
- 7 février 1939 : Le moteur du RI-158 prend feu à 50 m d'altitude provoquant le crash de l'appareil près de Santahamina. Le pilote, le Lt. Loikkanen est tué dans l'accident. Cet appareil de 3e série avait été livré au LENE 2 le 25 septembre 1934, temps total de vol : 414 h 40 min[3],[4].

Guerre d'Hiver, 30 novembre 1939 - 13 mars 1940
- 6 décembre 1939 : Le RI-143 du LLv.16 est abattu par des tirs anti-aériens au nord-est du lac Ladoga (près de Ägläjärvi). Le pilote, le Lieutenant E. Laakso et son observateur l'adjudant V. Törhönen sont faits prisonniers[5]
- 19 décembre 1939 : Le RI-141 du LLv.16 est déclaré perdu en action au nord-est du lac Ladoga (secteur de Suojärvi). L'épave et les corps du sergent K. Norvola (observateur) et du 2Lt. de réserve O. Hallakorpi (pilote) sont finalement retrouvés près du village de Moisionvaara en 1943[6].
- 23 décembre 1939 : Le RI-155 du LLv. 36 est abattu à 14 h 5, lors d'une mission de reconnaissance par des chasseurs soviétiques près de l'île de Pakri (côte estonienne). L'observateur, le sergent K. Söderholm et le pilote, le 2d Lt E. Huhanantti qui a tenté de sauter en parachute, sont tués[7].
- 26 février 1940 : Le RI-130 est abattu par des tirs anti-aériens au nord de l'île Suursaari. L'équipage est tué.

Guerre de Continuation, 25 juin 1941 - 19 juillet 1944
- 4 septembre 1942 : Le RI-152 s'écrase en mer lors d'une mission de lutte ASM près des îles Aland. Le pilote, le Lt. K.Malinen et son observateur, le Sgt. S.Haraldsson sont tués[8].
- 7 mai 1943 : Le RI-137 est détruit lors d'un amerrissage forcé près de Vehkalahti à la suite d'une panne moteur. Le pilote, N. Arvola est tué[3].
- 8 juin 1943 : Le RI-129 s'écrase en mer lors d'un vol de contrôle après des réparations. Le pilote, le sergent mécanicien A. Luotonen est tué[9],[10].

## Variantes

### Ripon I
C'est un prototype ; deux appareils sont construits : le N203 en version terrestre et le N204 en version équipée de flotteurs.

### Ripon II
C'est la première version de production (Mk.II) apportant une modification majeure de l'aérodynamisme. Le moteur est désormais habillé d'un capot aérodynamique qui permet par le déplacement du radiateur. Sur la version antérieure, les 3 blocs cylindres du Napier Lion n'étaient pas protégés afin de faciliter leur refroidissement. Un exemplaire est commandé en novembre 1927, 7 en mai 1928 et les 13 derniers en janvier 1929. 21 exemplaires sont produits au total (Beaucoup de convertis en Mk.IIC).

### Ripon IIA
Il s'agit d'une variante avec des ailes plus courtes renforcées avec des nervures en duralumin. Il est ajouté une « fenêtre » pour le bombardement sur le plancher. 9 exemplaires sont commandés en janvier 1930 et 31 autres en mai 1930. 40 exemplaires sont produits au total.

### Ripon IIC
C'est la seconde version de production (Mk.IIC) avec des nouvelles ailes entièrement en métal équipées avec des longerons en acier et des nervures en duralumin. 27 exemplaires sont commandés en 1931 et 4 en 1932. Des avions de type II et IIA encore opérationnels furent modifiés au standard Mk.IIC par la mise en place des ailes métal.

### Ripon IIB
Désignation réservée à l'export mais jamais utilisée.

### Ripon IIF
Ce Biplace pouvait être équipé de skis/flotteurs/roues, produit sous licence par la Finlande de 1931 à 1934. 25 exemplaires ont été produits.
Ripon IIF modèle d'usine : 1 exemplaire (produit en Angleterre) immatriculé RI-121 et il est équipé d'un moteur en étoile Bristol Jupiter VII de 530 ch (400 kW).
Ripon IIF Série I : 7 exemplaires sont produits et immatriculés RI-129 à RI-135
Ripon IIF Série II : 8 exemplaires immatriculés RI-136 à RI-143
Ripon IIF Série III : 10 exemplaires immatriculés RI-150 à RI-159

### Ripon III
Il s'agit d'un prototype commandé en mai 1928 avec un fuselage entièrement modifié. Il est construit entièrement en métal avec des ailes et un gouvernail rectangulaire. Testé à Martlesham Heath en janvier 1930, les résultats montrèrent que la nouvelle configuration réduisait la visibilité lors des attaques en piqué et des phases de lancement de torpille. Des modifications permirent de corriger ce problème mais réduisirent les performances. 1 seul exemplaire fut construit.

### Ripon IV
Variante de bombardier dessinée en 1932, elle est équipée avec un moteur en étoile refroidi par air. Aucun exemplaire ne fut produit.

### Ripon V
Variante bombardier-torpilleur développée en même temps que la version IV, elle est équipée avec un moteur Armstrong Siddeley Tiger I ou un moteur en étoile Bristol Pegasus refroidi par air. Il fut produit sous l’appellation Blackburn Baffin. Nombre de Ripon furent convertis par la suite en Baffin par un changement de moteur.

## Survivant
Un Ripon finnois immatriculé RI-140 était entreposé et a été remonté et exposé au Päijänne Tavastia Aviation Museum (en). C'est le seul exemplaire conservé.

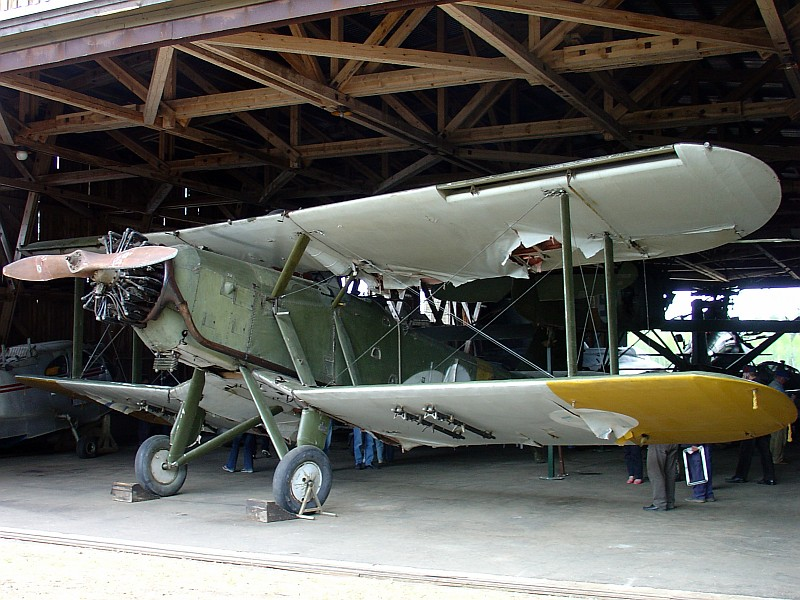
L'unique survivant de Blackburn Ripon, équipé du moteur en étoile Armstrong-Siddely Panther. Il est actuellement visible au Päijänne Tavastia Aviation Museum à Asikkala, en Finlande.
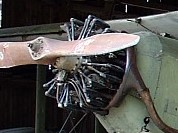
Vue en détail du moteur Armstrong-Siddely Panther monté sur le Ripon de Asikkala.

## Pays utilisateurs

### Royaume-Uni
- Fleet Air Arm
  - 462 Fleet Torpedo Bomber
  - 810 Naval Air Squadron
  - 811 Naval Air Squadron
  - 812 Naval Air Squadron

### Finlande
- Suomen ilmavoimat (Armée de l'air finlandaise)
  - Lentolaivue 10 (Escadron 10)
  - Lentolaivue 16 (Escadron 16)
  - Lentolaivue 36 (Escadron 36)

### Développement lié
- Blackburn Baffin